# Kanton Yutz
Der Kanton Yutz ist seit 1967 ein französischer Wahlkreis im Arrondissement Thionville im Département Moselle in der Region Grand Est (bis 2015 Lothringen). Sein Hauptort ist Yutz.

## Geschichte
Der Kanton entstand am 8. August 1967 als Kanton Basse-Yutz durch Ausgliederung aus dem damaligen Kanton Thionville. Damals gehörten fünf Gemeinden zum neuen Kanton. Durch den Zusammenschluss der beiden Gemeinden Basse-Yutz und Haute-Yutz zur Gemeinde Yutz auf den 1. Januar 1971 erhielt der Kanton den heutigen Namen. Bis 2015 gehörten nur vier Gemeinden zum Kanton Yutz. Mit der Neuordnung der Kantone in Frankreich stieg die Zahl der Gemeinden 2015 auf 23 ganze Gemeinden. Dazu kommen die Exklaven Garche und Kœking, die zur Stadt Thionville gehören. Im Jahr 2015 wechselte die Gemeinde Terville zum neuen Kanton Thionville. Zu den verbleibenden 3 Gemeinden kamen noch alle 20 Gemeinden des bisherigen Kantons Cattenom hinzu.

## Lage
Der Kanton liegt ganz im Norden des Départements Moselle an der Grenze zu Luxemburg.

## Gemeinden
Der Kanton besteht aus 24 Gemeinden und Gemeindeteilen mit insgesamt 50.393 Einwohnern (Stand: 1. Januar 2022) auf einer Gesamtfläche von 225,58 km²:
| Gemeinde                  | Mundart Patois                        | Deutsch        | Einwohner (2022) | Fläche (km²) | Code postal | Code Insee |
| ------------------------- | ------------------------------------- | -------------- | ---------------- | ------------ | ----------- | ---------- |
| Basse-Rentgen             | Nidder-Rentgen                        | Niederrentgen  | 525              | 10,46        | 57570       | 57574      |
| Berg-sur-Moselle          | Bierg/Biég                            | Berg           | 457              | 2,91         | 57570       | 57062      |
| Beyren-lès-Sierck         | Beiren                                | Beiern         | 528              | 9,28         | 57570       | 57076      |
| Boust                     | Buuscht/Bouscht                       | Bust           | 1.159            | 7,01         | 57570       | 57104      |
| Breistroff-la-Grande      | Grouss-Breeschtrëf/Grouss-Breeschdrëf | Breisdorf      | 853              | 10,63        | 57570       | 57109      |
| Cattenom                  | Kettenuewen/Kattenuewen               | Kattenhofen    | 2.593            | 25,53        | 57570       | 57124      |
| Entrange                  | Entréngen/Entréng                     | Entringen      | 1.202            | 3,99         | 57330       | 57194      |
| Escherange                | Eescheréngen/Escheréng                | Escheringen    | 697              | 13,18        | 57330       | 57199      |
| Évrange                   | Iewréngen/Iewréng/Ieweréng            | Ewringen       | 227              | 2,25         | 57570       | 57203      |
| Fixem                     | Fecksem                               | Fixheim        | 399              | 3,53         | 57570       | 57214      |
| Gavisse                   | Gawis/Gawiss                          | Gauwies        | 591              | 4,15         | 57570       | 57245      |
| Hagen                     | Hoën                                  | Hagen          | 369              | 3,51         | 57570       | 57282      |
| Hettange-Grande           | Grouss-Hetténgen                      | Grosshettingen | 7.768            | 16,27        | 57330       | 57323      |
| Illange                   | Illéngen/Illéng                       | Illingen       | 1.785            | 5,65         | 57970       | 57343      |
| Kanfen                    | Kaunfen                               | Kanfen         | 1.234            | 8,5          | 57330       | 57356      |
| Manom                     | Monuwen/Munnowen Munnuewen/Munhowen   | Monhofen       | 3.074            | 10,39        | 57100       | 57441      |
| Mondorff                  | Munnerëf                              | Mondorf        | 582              | 3,84         | 57570       | 57475      |
| Puttelange-lès-Thionville | Pëttléngen/Pëttléng                   | Püttlingen     | 1.033            | 10,67        | 57570       | 57557      |
| Rodemack                  | Ruedemaacher/Roudemaacher             | Rodemachern    | 1.282            | 9,96         | 57570       | 57588      |
| Roussy-le-Village         | Rëttgen                               | Rüttgen        | 1.559            | 12,5         | 57330       | 57600      |
| Thionville                |                                       | Diedenhofen    | 1.424            | 7,78         | 57100       | 57672      |
| Volmerange-les-Mines      | Wuelmeréng/Wollmeréng/Wëlmeréng       | Wollmeringen   | 2.284            | 12,92        | 57330       | 57731      |
| Yutz                      | Jaïz/Jäiz                             | Jeutz          | 17.497           | 13,97        | 57970       | 57757      |
| Zoufftgen                 | Suftge/Suuftgen                       | Suftgen        | 1.271            | 16,7         | 57330       | 57764      |
| Kanton Yutz               | Jaïz/Jäiz                             | Jeutz          | 50.393           | 225,58       | -           | -          |

1. ↑  Nur die Exklaven Garche und Kœking, der Rest gehört zum Kanton Thionville.

Bis zur landesweiten Neuordnung der französischen Kantone im März 2015 gehörten zum Kanton Yutz die vier Gemeinden Illange, Manom, Terville und Yutz (Hauptort). Sein Zuschnitt entsprach einer Fläche von 33,84 km2. Er besaß vor 2015 einen anderen INSEE-Code als heute, nämlich 5738.

## Politik
Im 1. Wahlgang am 22. März 2015 erreichte keines der fünf Kandidatenpaare die absolute Mehrheit. Bei der Stichwahl am 29. März 2015 gewann das Gespann Patrick Weiten/Rachel Zirovnik (beide UDI) gegen Aline Bodo/Stéphane Reichling (beide FN) mit einem Stimmenanteil von 74,00 % (Wahlbeteiligung:39,29 %).
Seit 1967 hatte der Kanton folgende Abgeordnete im Rat des Départements:
| Vertreter im conseil général (1) des Départements | Vertreter im conseil général (1) des Départements | Vertreter im conseil général (1) des Départements |
| Amtszeit                                          | Name                                              | Partei                                            |
| ------------------------------------------------- | ------------------------------------------------- | ------------------------------------------------- |
| 1967–1992                                         | Franois Dupont                                    | Républicains indépendants                         |
| 1973–1998                                         | René de Mattéis                                   | PCF                                               |
| 1985–2004                                         | Jean-Pierre Heitz                                 | UDF                                               |
| 1998–2015                                         | Patrick Weiten                                    | DVD, danach UDI                                   |
| 2015–2021                                         | Patrick Weiten Rachel Zirovnik                    | UDI                                               |
| 2021–                                             | Patrick Weiten Rachel Zirovnik                    | UDI                                               |

(1) seit 2015 Departementrat